# O Pequeno Pedinte
O Pequeno Pedinte é o primeiro conto do alagoano Graciliano Ramos (1892-1953), um dos maiores escritores da literatura brasileira. Essa narrativa foi escrita em 1904 e publicada no mesmo ano em O Dilúculo, pequeno jornal de duzentos exemplares de tiragem quinzenal, cofundado pelo autor.
Graciliano Ramos e sua família, fugindo da seca de Quebrangulo (AL), mudaram-se para Buíque, em Pernambuco, indo posteriormente morar em Viçosa (AL), onde seu pai, o comerciante Sebastião Ramos de Oliveira, resolveu matriculá-lo no Internato da cidade.   
Antes mesmo de ingressar na instituição de ensino viçosense, Graciliano Ramos já havia aprendido a ler, e isso graças a seu pai, que o ensinou a carta do ABC em casa. Assim, tendo  o escritor adquirido a habilidade de leitura, passou a se debruçar sobre diversos livros de cunho literário, o que o levou a produzir textos dentro desse mesmo gênero.    
Foi estudando no Internato que Graciliano Ramos estreou na literatura, pois, aceitando o conselho do agente de correio Mário Venâncio, o então futuro escritor fundou, juntamente com seu primo Cícero de Vasconcelos, o jornal O Dilúculo, resolvendo publicar nele O Pequeno Pedinte.
O Pequeno Pedinte é um conto pouco conhecido do público, e isso graças principalmente a dois fatores. Primeiro porque o autor o escreveu aos onze anos de idade, quando ainda não era reconhecido como escritor, coisa que só ocorreu muitos anos depois, em 1933, quando publicou Caetés, seu primeiro romance; e em segundo porque esse conto foi publicado apenas em um pequeno jornal escola não trouxe grande público leitor. 